# Park Tivoli (Utrecht)

Affiche uit 1898

Park Tivoli was van 1823 tot 1929 een ontspanningsoord in de Nederlandse stad Utrecht dat bestond uit een park met gebouwen voor culturele activiteiten. Het was buitengrachts tegenover het Lucasbolwerk gelegen. Toen in 1955 de daarbij behorende concertzaal Tivoli werd afgebroken, kwam er onder die naam een houten concertgebouw in park Lepelenburg, dat daar tot 1979 bleef.

## Geschiedenis
Cees van Leeuwen was woonachtig in Utrecht rond 1800 en begon culturele activiteiten te ontwikkelen. In 1823 begon hij een koffiehuis met openbare tuin in de Kruisstraat. Toen hij in 1828 huurder werd van het nabijgelegen park, begon hij daar met zomerse activiteiten en liet er onder meer een houten concertgebouw bouwen. Het park raakte bekend als den Tuin van C. van Leeuwen, maar zelf gaf hij het de naam Park Tivoli. Die naam komt van een bekend park in Parijs, dat op zijn beurt vernoemd werd naar de tuinen van de Villa d'Este in Tivoli. Twee jaar voor zijn dood in 1841 namen zijn twee oudste dochters tot 1842 de huur en activiteiten voor het park over.
In 1842 kocht de naast het park wonende hoogleraar zoölogie Van Lidth de Jeude Tivoli aan. Aan zijn woning had de hoogleraar reeds een tuin met het Zoölogisch Kabinet en de zoölogische sociëteit Naturae et Artibus. Met de aankoop werden deze en Tivoli tot een geheel gemaakt. Zijn plan was om het park om te vormen tot een op Artis gelijkende dierentuin maar dit vond onvoldoende steun van de gemeente. Wel kwam er in het park een kleine dierentuin (menagerie), die echter niet voldoende bezoekers kon trekken waarna de hoogleraar in 1854 het park inclusief gebouwen moest laten veilen. Er kwam een nieuwe huurder die voortborduurde op Van Leeuwens idee Tivoli een ontspanningsoord te laten zijn.
In 1860 begon de Utrechtse ondernemer A.J. Abspoel in Tivoli waarna hij in 1870 de nieuwe eigenaar werd. Tot Abspoel deed Tivoli binnen het Utrechtse uitgaanscircuit er niet veel toe en was het een park met een houten koffiehuis waar concerten werden gegeven. 
Onder Abspoel verrees een groot concertgebouw. Na zijn dood in 1875 namen zijn vrouw en drie zonen het over. Door middel van abonnementen werd gepoogd een vast publiek op te bouwen dat gratis het park in mocht en veelal de concerten met korting kon bezoeken. Binnen het Utrechtse vermaakcircuit was in die periode Tivoli goedkoper dan de schouwburg maar duurder dan de andere koffiehuizen. De activiteiten in Tivoli kwamen gaandeweg meer en meer op de vrije zondag te liggen. De familie Abspoel introduceerde de volksconcerten maar grote bezoekersaantallen zouden die niet trekken en lagere standen kwamen er nauwelijks. 
In 1878 besloot de familie Tivoli af te stoten en bleken er forse financiële tekorten te zijn. Een plan van een aantal burgers om door middel van aandeelhouders het aan te kopen van de familie om er een bloemen- en dierentuin van te maken, haalde het in eerste instantie niet. Een eruit voortgekomen comité wist het uiteindelijk in 1880 aan te kopen, waarna het in vernieuwde vorm dat jaar weer openging. De N.V. Tivoli zou vanaf die tijd Tivoli onder haar hoede hebben. In de beginjaren liep Tivoli goed maar gaandeweg werden het park en concerten steeds minder bezocht. Wegens aanhoudende tekorten verdween in 1929 grotendeels het 16.000m² tellende park. Een kleine en grote concertzaal met een strook tuin bleven nog bestaan, de verkochte grond werd bestemd voor huizenbouw.

## Concertgebouw

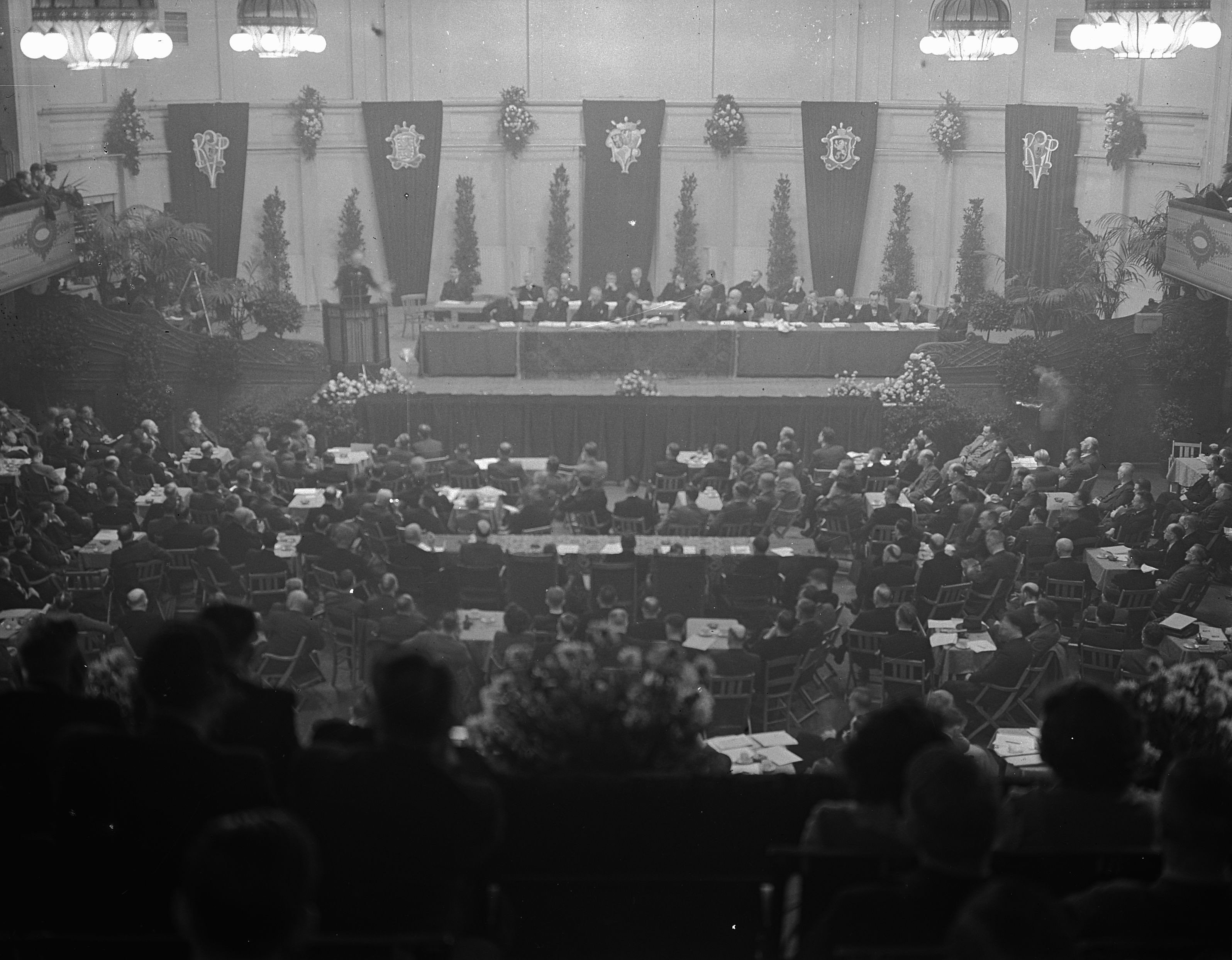
KVP-congres in Tivoli Kruisstraat

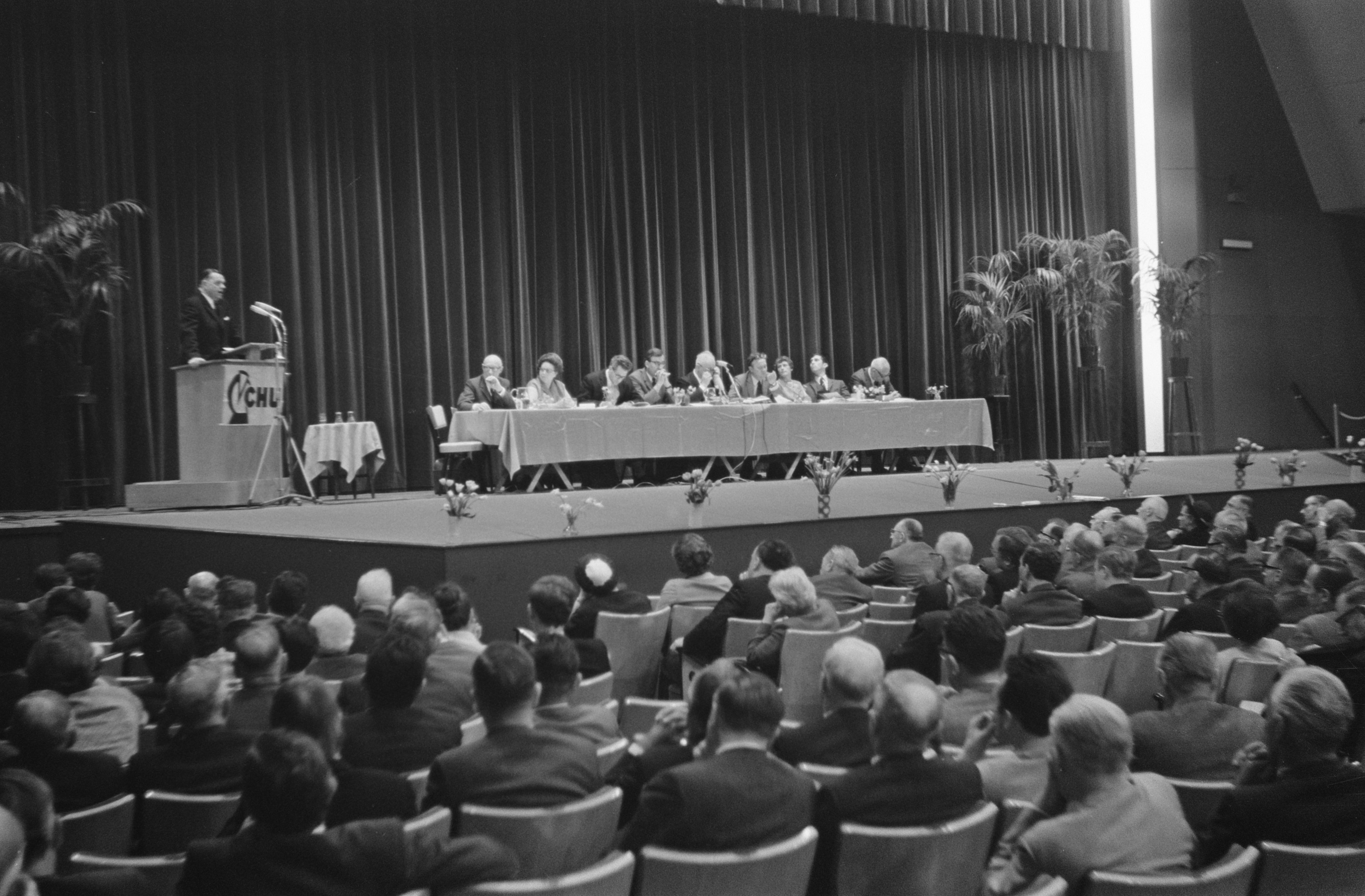
Ledenvergadering CHU in Tivoli Lepelenburg

Het concertgebouw was een ontwerp van de architect Nicolaas Kamperdijk. Er konden meer dan 2700 bezoekers in. Het concertgebouw Tivoli lag aan de Kruisstraat. Het werd bespeeld door het Utrechtsch Stedelijk Orkest (USO).
In de Tweede Wereldoorlog vonden in het concertgebouw vergaderingen van de Nationaal-Socialistische Beweging in Nederland (NSB) plaats. Zoals op zaterdag 29 juni 1940, waarbij Hendrik Jan Woudenberg sprak over de toekomst van het Nederlands Arbeidsfront. Op 5 juni 1943 waren ca. 1300 NSB'ers bij elkaar. Anton Mussert gaf er een toespraak die bewaard gebleven is. Uit die toespraak bleek behoorlijk wat frustratie. Al langer waren er conflicten tussen de NSB en de SS (Schutzstaffel).
In onder meer oktober 1944, januari en februari 1945 werden in Tivoli door de Duitse bezetter mannen verzameld die vervolgens op transport werden gezet voor dwangarbeid (Arbeitseinsatz) in Duitsland.
Het werd in 1955 gesloopt en datzelfde jaar werd ter vervanging een houten concertgebouw met dezelfde naam gebouwd in park Lepelenburg. Het Utrechts orkest verhuisde mee. Het noodgebouw had onder meer een zaal voor zo'n 1400 bezoekers. Omdat het de bedoeling was dat het maar enkele jaren zou blijven staan, bleven vier bomen staan. Zij werden in het gebouw opgenomen. Het zou nog tot 1976 duren voordat een nieuwe locatie was gekozen. Het gebouw zou worden gesloopt en de activiteiten zouden opgaan in Muziekcentrum Vredenburg.
In 1979 kraakte het Komitee Tivoli Tijdelijk het concertgebouw omdat de toenmalige punkbeweging zich niet thuis voelde in Vredenburg en hoopte dat het houten gebouw een tijdelijk onderkomen voor alternatieve popmuziek zou worden in afwachting van een definitief onderkomen. Het gebouw brandde datzelfde jaar nog af. Het comité kraakte later Oude gracht 245 en vestigde daar een poppodium onder de naam Tivoli.